# Montelanico
Montelanico – miejscowość i gmina we Włoszech, w regionie Lacjum, w prowincji Rzym.
Według danych na rok 2004 gminę zamieszkiwało 1915 osób, 54,7 os./km².